# Beauford Delaney
Pour les articles homonymes, voir Delaney.
Beauford Delaney est un peintre afro-américain né à Knoxville (Tennessee) le 30 décembre 1901 et mort à Paris le 26 mars 1979. À Boston de 1923 à 1929, études à la Massachusetts School of Art (1923-1926), à la South Boston School of Art (1925), à l'université Harvard (1926), et cours du soir de nature morte de la Copley Society (1926). Il s'installe à New York en novembre 1929, puis à Paris en septembre 1953.
Ses œuvres sont visibles dans plusieurs grands musées américains dont le Museum of Art de Philadelphie, l'Art Institute of Chicago, l'Institute of Arts de Minneapolis, le musée de Newark dans le New Jersey, le Greenville County Museum of Art en Caroline du Sud, le Studio Museum in Harlem à New York, le Museum of Art de La Nouvelle-Orléans en Louisiane.

## Biographie

### Enfance et formation
Beauford Delaney, fils de Deliah et John S. Delaney, pasteur méthodiste, a conservé toute sa vie l'empreinte d’une éducation familiale basée sur des convictions religieuses fortes, propres à l'esprit du Tennessee rural. Vers onze ans naît son intérêt pour l'art, reproduisant des peintures vues dans les livres. Vers quatorze ans il fait le portrait de ses amis.
Au sortir du lycée (Knoxville Colored High School), peu après la mort prématurée de son père en 1919, il étudie l'art auprès de Lloyd Branson (en), peintre septuagénaire d'une certaine renommée à Knoxville ; poursuit cet enseignement pendant plus d’un an. En 1923, décidé à approfondir ses connaissances artistiques, et encouragé par ses proches, il part vivre à Boston, ville du Nord où un esprit moins raciste lui permettra d'étudier dans trois écoles d'art de la ville, ainsi qu'à l'université Harvard. C'est dans les musées de Boston et Cambridge qu'il découvre l'œuvre des grands maîtres parmi lesquels Gauguin, Van Gogh et Cézanne qu'il admire particulièrement.

### Les premières années: New York
En novembre 1929, il arrive à New York quand la Harlem Renaissance jette ses derniers feux. Il y débute avec une technique assurée. Pour se faire connaître il réalise les portraits de gens du spectacle croqués sur le vif à l'école de danse de Billy Pierce, proche de Times Square, dans les clubs de jazz de Harlem, et Downtown. D'autres posent : Louis Armstrong, Duke Ellington, Ethel Waters, Count Basie, Benny Goodman ou encore W.C. Handy (compositeur de St. Louis Blues).
Durant l'année universitaire 1934-35, il étudie la peinture avec John Sloan (1871-1951) et Thomas Hart Benton (1889-1975) à la Art Students' League de New York.
Dès 1930 il expose ses portraits aux Whitney Studio Galeries (également son domicile pour les deux prochaines années) et à la New York Public Library de Harlem. Il montre sa capacité à saisir l'âme de son modèle où s'exprime sa propre tendresse pour l’homme
.
En 1935 il peint une des premières natures mortes conservées : il s'éloigne de la manière léchée de ses premières œuvres au profit de l'influence des post-impressionnistes français. La touche se fait plus épaisse, comme celle de Van Gogh. À la différence de celui-ci il utilise la matière pour renforcer la vibration de la couleur des plages monochromes, comme dans La Vue d'un dîner (1940, coll. part.). Les vues urbaines se multiplient : la même année une vue de Greene Street, sa résidence depuis 1936, montre un mobilier urbain traité en masses noires cernées de blanc où se pose une lumière rouge ou jaune alors que le bitume est divisé en zones arbitraires de couleur limitées par des traits jaunes ou blancs. Le trait s’exprime encore dans les escaliers de secours, plus importants ici que l’architecture elle-même. La vue plongeante, recomposée, amène au niveau du sol le ciel où volent des colombes.
Le portrait n’est pas pour autant abandonné : en 1942 il peint celui de l'acteur Canada Lee, ancien boxeur devenu comédien. Sur le fond jaune saturé tranche le pantalon bleu, aplat duquel des traits noirs évoquent les plis alors que le buste magnifié par le T-shirt blanc est mis en volume par les ombres bleutées. Dans le traitement des bras et de la tête l'ébène se fait support d'une polychromie redéfinissant ombre et lumière. La puissance de l'ancien boxeur s'exprime sans l'emporter sur l'aspect psychologique. En 1945 il révèle dans le cadre d'une exposition collective les portraits de deux de ses plus grands amis : James Baldwin et Henry Miller « un homme aimable qui ne laisse pourtant paraître aucune faiblesse ».
En 1945 Henry Miller publie The Amazing and Invariable Beauford Delaney (L'étonnant et invariable Beauford Delaney) qu'il inclura en 1947 dans son recueil de récits et d'essais Remember to Remember (Souvenirs Souvenirs, publié en France par Gallimard en 1953).
1951-52 : grands tableaux de la série Washington Square Park.

### Départ pour l'Europe

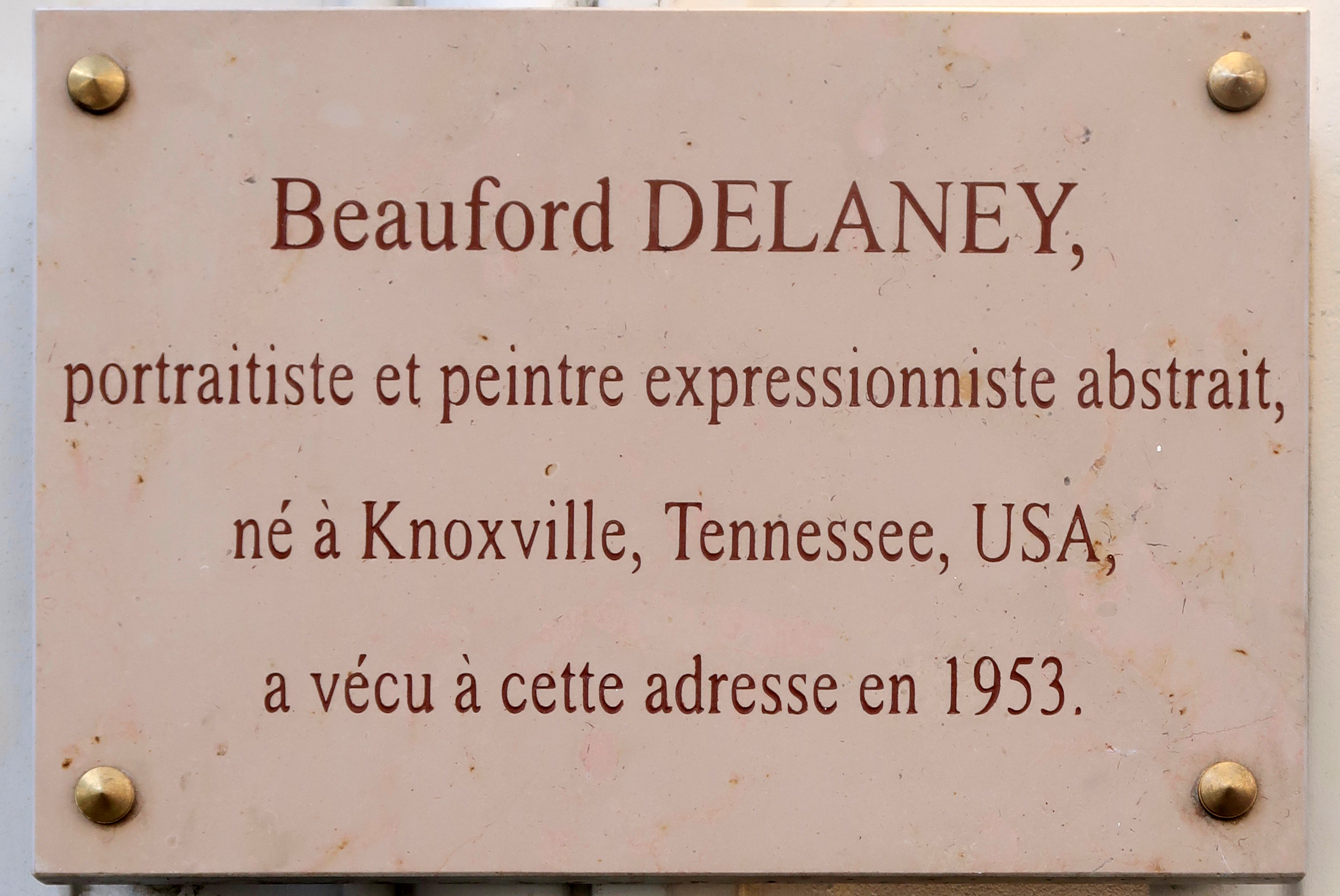
Plaque au 28 rue d'Odessa (14e arrondissement de Paris), où il vit en 1953.

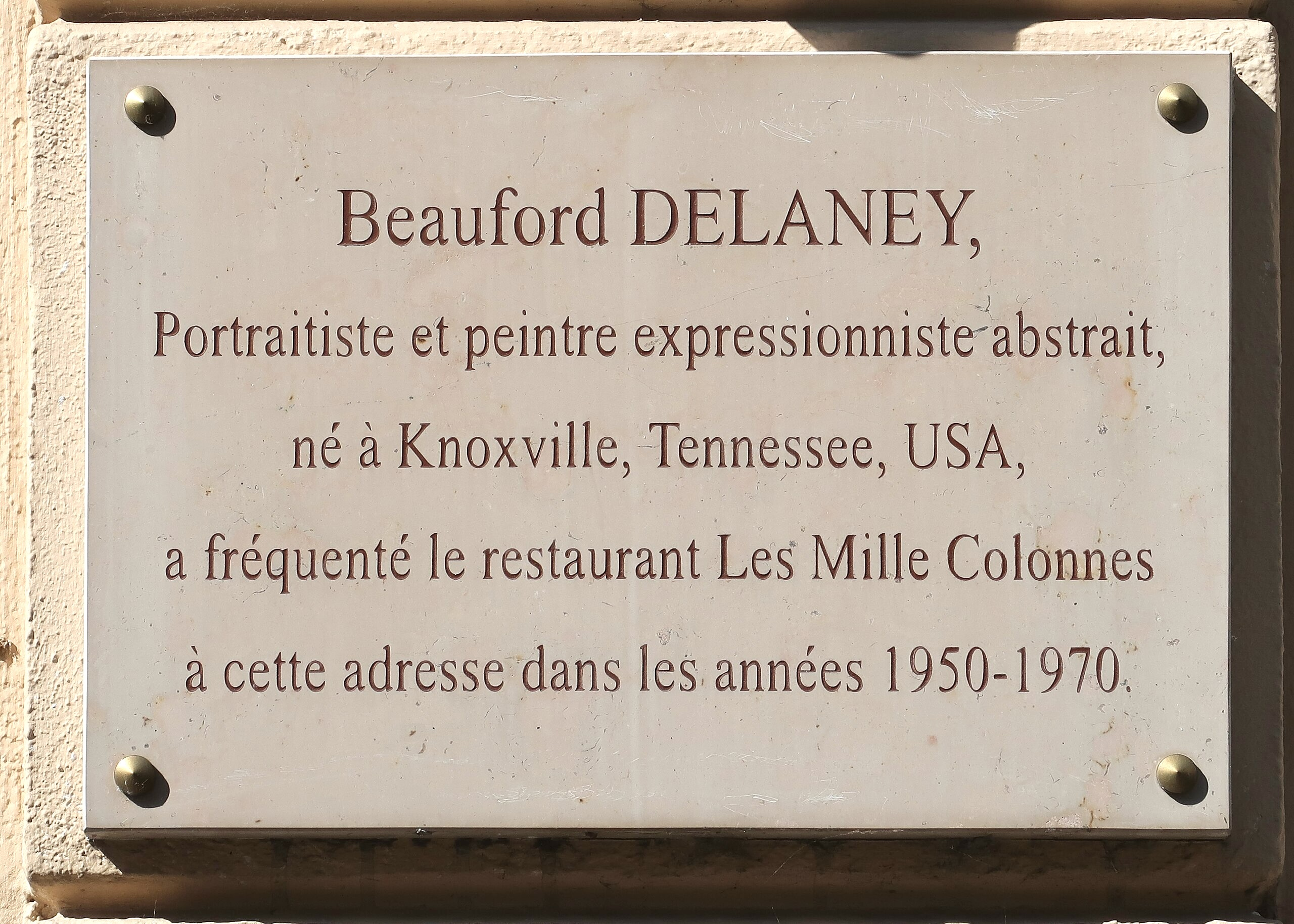
Plaque 20 bis rue de la Gaîté (14e arrondissement de Paris), où il vécut dans les années 1950-1970.

Comme ses amis, Beauford veut se rendre en Europe à la recherche des origines de l'art américain. En août 1953, il embarque à bord du Liberté pour la France, pays qui deviendra le sien alors qu'il comptait n'y séjourner que peu de temps. Résidant à Montparnasse, il retrouve James Baldwin et découvre les musées de Paris. Les vitraux de Chartres lui inspirent en 1954 une peinture qu'il expose au 9e Salon des Réalités Nouvelles (musée d'art moderne de la ville de Paris). Sa première exposition personnelle en Europe a lieu à Madrid en 1955, puis il expose à Paris avec le groupe Nuagisme à la Galerie Prismes qui lui consacre une exposition personnelle l'année suivante, Julien Alvard devenant son interprète. Il est remarqué par d'autres critiques d'art français (Pierre Restany, Michel Ragon, Jean Grenier, Jean Guichard-Meili). Paul Facchetti, le remarque pour l'abstraction vers laquelle il se tourne peu après son arrivée en France et l'invite à exposer en 1960. La palette, toujours saturée, se réduit.
Les années 1950-1960 sont l'occasion de voyages en France et dans plusieurs villes européennes : Vienne, Venise, Florence, Athènes, puis Istanbul. Il revient à chaque fois, inspiré par une nouvelle lumière et de nouveaux visages.
En 1960, il commence à peindre ce qui semble être l'expression personnelle des tendances monochromes alors à leur apogée : Yves Klein présente cette année-là son premier Monogold à l'exposition Antagonismes (musée des arts décoratifs de Paris) à laquelle Beauford Delaney participe. Il continue de peindre le monde qui l'environne, portraits de proches, et autoportrait, thème récurrent.
L'environnement urbain est aussi soumis à la lumière. Dans La Statue de Balzac par Rodin (c. 1972) et L’Église de Saint-Germain-des-Près (c. 1971), à la fois lieu spirituel et scène de rue, elle supplante la forme réduite à des contours et des traits traduisant le mouvement des passants ou le drapé d'un vêtement de bronze qui donne sa grandeur à l'homme humble et réfléchi.
Ses séjours à Saint-Paul-de-Vence chez James Baldwin (qui lui dédie son recueil de nouvelles Face à l'homme blanc) renforcent cette tendance : Yellow Cypress (1972, Clark Atlanta University) représente avant tout la lumière du midi. Sur le fond blanc se détachent un soleil et une végétation jaunes, quelques formes rouges et l'évocation noire d'une véranda. Le premier plan, évanescent, évoque la diffraction de la lumière qui traverse les volutes d’air chaud de l'été. Phénomène optique qu'il fut sans doute le premier à représenter. C'est un autre phénomène optique qu'il peint, sans environnement figuré, dans les mêmes années : rayonnement tournoyant de rouge et jaunes sur un fond blanc brillant (Sans titre, coll. part.).
Les œuvres figuratives, plus nombreuses à partir de 1964, seront exposées à Paris par Darthea Speyer dans sa jeune galerie en février 1973, dernière exposition en France avant que la maladie (Alzheimer ?) ne le rendît incapable de peindre ou même de vivre normalement. Admis aux urgences de l'hôpital Tenon en 1978, il est transféré à l'hôpital Sainte-Anne, Paris, où il meurt, âgé de 77 ans le lundi 26 mars 1979.

### L'émancipation des Noirs américains
Depuis l'Europe, Beauford Delaney ne participe pas directement au mouvement de déségrégation et à la lutte pour les droits civiques. Néanmoins, sa peinture en est l'écho. En 1965, il réalise un second portrait de la contralto Marian Anderson. Plus qu'un mythe du combat pour l'égalité, il représente une grande artiste, recueillie sur son chant, les mains jointes et, comme pour le portrait d'Henry Miller, auréolée de lumière. Derrière elle, le pianiste est tracé au fusain dans la peinture. Le tableau She ain't getting up Mrs. Parks (Elle n’aime pas se lever, Mrs Parks) rappelle le mouvement du boycott des bus de Montgomery : il représente Rosa Parks simplement, non sans humour, la figure militante assise sur un banc dans un jardin public, rendant plus universelle encore l'idée d'égalité.

## Redécouverte de l'œuvre
L'œuvre de Beauford Delaney est redécouverte en 1988 par le galeriste français Philippe Briet (1959-1997), qui, de 1988 à 1994, en l'espace de trois expositions dans sa galerie new-yorkaise, contribuera progressivement à faire sortir le peintre de l'oubli aux États-Unis. La presse américaine (Art in America, The New York Times, The Village Voice, The New Yorker, Arts Magazine, Vie des Arts) souligne alors cette résurrection, et s'interroge aussi sur les raisons qui conduisirent à la disparition de l'œuvre.
Depuis ce travail de recherche, d'exposition et de communication initié par Philippe Briet, galeries et musées outre-atlantique multiplient les expositions.
Ann Eden Gibson considère que la reconnaissance des artistes expressionnistes américains de l'après-guerre passe par la construction d'une image de mâle hétérosexuel en rupture avec les poncifs jusqu'alors véhiculés dans l'imaginaire collectif. Femmes et homosexuels - dont Beauford Delaney - seraient alors laissés en marge de la reconnaissance publique immédiate et de la couverture par la presse d'information générale.
En 2004 la conservatrice Patricia Sue Canterbury du Minneapolis Institute of Artsen collaboration avec le Philadelphia Museum of Art propose une première rétrospective de grande ampleur.

## Expositions personnelles
- 2005-2006 : Beauford Delaney : From New York to Paris, Philadelphia Museum of Art, Philadelphie, PA.
- 2005 : Beauford Delaney: From New York to Paris, Knoxville Museum of Art, Knoxville (Tennessee).
- 2005 : Beauford Delaney: From New York to Paris, Greenville County Museum, Greenville (Caroline du Nord).
- 2004 : Beauford Delaney: From New York to Paris, The Minneapolis Institute of Arts, Minneapolis (Minnesota).
- 2003 : Beauford Delaney: The Color Yellow, Fogg Art Museum, université Harvard, Cambridge, MA.
- 2002 : Beauford Delaney: The Color Yellow, Anacostia Museum and Center for African History and Culture of the Smithsonian Institution, Washington.
- 2002 : Beauford Delaney: The Color Yellow, The Studio Museum in Harlem, New York.
- 2002 : Beauford Delaney: The Color Yellow, High Museum of Art, Atlanta, GA.
- 1999 : Beauford Delaney, Liquid Light: Paris Abstractions, 1954-1970, Michael Rosenfeld Gallery, New York, et Greenville County Museum of Arts, Greenville, Caroline du Sud.
- 1998 : Beauford Delaney: An Introduction, Knoxville Museum of Art, Knoxville, Tennessee.
- 1994 : Beauford Delaney: The New York Years (1929-1953), Philippe Briet Gallery, New York.
- 1992 : 1991-1992 : One of the rooms of my gallery is dedicated to the art of Beauford Delaney, Philippe Briet Gallery, New York [13 février-21 mars]; [5-26 juin].
- 1992 : Galerie Darthea Speyer, Paris.
- 1991 : 1991-1992 : One of the rooms of my gallery is dedicated to the art of Beauford Delaney, Philippe Briet Gallery, New York [10 octobre-9 novembre].
- 1991 : Beauford Delaney: A Retrospective [Fifty Years of Light], Philippe Briet Gallery, New York.
- 1988 : Beauford Delaney: From Tennessee to Paris, Philippe Briet Gallery, New York.
- 1979 : Beauford Delaney: A Retrospective, The Philadelphia Art Alliance, Philadelphie, PA.
- 1978 : Beauford Delaney: A Retrospective, The Studio Museum in Harlem, New York.
- 1973 : Beauford Delaney, Galerie Darthea Speyer, Paris.
- 1969 : Soirée dédiée à Beauford Delaney par ses Amis, organisée par Hélène Baltrusaitis au Centre culturel américain, Paris. Exposition d'œuvres appartenant à ses amis, accompagnée d'un concert de Jazz avec (Marion Brown et Art Simmons).
- 1964 : Tableaux de Beauford Delaney, galerie Lambert, Paris.
- 1960 : BEAUFORD-DELANEY : exposition du 21 juin 1960, galerie Paul Facchetti, Paris.
- 1956 : BEAUFORT-DELANEY : peintures et pastels (sic !), galerie Prismes, Paris.
- 1955 : Exposicion Beauford Delaney, galerie Clan, Madrid.
- 1950, 52, 53 : Roko Gallery, New York.
- 1950 : Oil Paintings and Pastels by Beauford Delaney, University of Maine Art Gallery, Carnegie Hall, université du Maine, Orono, ME.
- 1948 : DELANEY: An Exhibition of Paintings by Beauford Delaney, The Artists Gallery, New York.
- 1947 : Women's College of Greensboro, université de Caroline du Nord, Greensboro, NC.
- 1947 : Seventh Annual Exhibition of Painting and Sculpture, The Pyramid Club, Philadelphie, PA.
- 1941 : Art Cafeteria, New York.
- 1941 : Vendome Art Galleries, New York.
- 1938 : Playhouse Art Gallery, 8th Street, New York.
- 1938 : C Gallery, Washington
- 1932 : The New York Public Library, 5th Avenue & 42nd Street, New York.
- 1930 : Exhibit of Portrait Sketches by Beauford Delaney, The New York Public Library, 135th Street Branch, New York.

## Principales collections publiques
- The Anacostia Museum, Smithsonian Institution, Washington
- Arizona African-American Museum, Phoenix (Arizona)
- Bowdoin College Museum of Art, Brunswick (Maine)
- Art Institute of Chicago, Chicago (Illinois)
- The Baltimore Museum of Art, Baltimore (Maryland)
- Beck Cultural Exchange Center, Knoxville (Tennessee)
- Carnegie Museum of Art, Carnegie Institute, Pittsburgh (Pennsylvanie)
- Centre national d'art contemporain, Paris
- Centre national d'art et de culture Georges-Pompidou, Paris
- Clark Atlanta University, Atlanta (Géorgie)
- Delaware Art Museum, Wilmington, Delaware
- The Detroit Institute of Arts, Détroit, Michigan
- C. Kermit Ewing Gallery, University of Tennessee, Knoxville, Tennessee
- Fisk University Galleries, Nashville, Tennessee
- Greenville County Museum of Art, Greenville, Caroline du Sud
- Hampton University Museum, Hampton, Virginie
- The Heckscher Museum of Art: The Walter O. Evans Collection of African-American Art
- High Museum of Art, Atlanta, Géorgie
- Indiana University Art Museum, Bloomington, Indiana
- James E. Lewis Museum of Art, université d'État Morgan, Baltimore, Maryland
- The Metropolitan Museum of Art, New York
- The Minneapolis Institute of Arts, Minneapolis, Minnesota
- Musée cantonal des beaux-arts, Lausanne, Suisse
- The National Museum of American Art, Smithsonian Institution, Washington
- National Portrait Gallery, Smithsonian Institution, Washington
- The Newark Museum, Newark, New Jersey
- New Orleans Museum of Art, La Nouvelle-Orléans, Louisiane
- Palmer Museum of Art, université d'État de Pennsylvanie, University Park, Pennsylvanie
- Philadelphia Museum of Art, Philadelphie, Pennsylvanie
- Rose Art Museum, université Brandeis, Waltham, Massachusetts
- Arthur Schomburg Center for Research in Black Culture, New York
- The Studio Museum in Harlem, New York
- Tampa Museum of Art, Tampa, Floride
- Tennessee State Museum, Nashville, Tennessee
- Museum of Art de l'université du Michigan, Ann Arbor, Michigan
- Wadsworth Atheneum Museum of Art, Hardford, Connecticut
- Whitney Museum of American Art, New York
- Worcester Art Museum, Worcester, Massachusetts

#### Ouvrages
- Canterbury, Patricia Sue : Beauford Delaney: from New York to Paris, Minneapolis, Minneapolis Institute of Arts, distributed by University of Washington Press, 2004  (ISBN 978-0912964928)
- Gibson, Ann Eden : Abstract expressionism: other politics, New Haven [Conn.], Londres, Yale University Press, cop. 1997. - XXXVIII-248 p. : ill. en noir et en coul., jaquette ill. en coul., 26 cm  (ISBN 978-0300063394)

#### Articles
- Doss, Erika : « Not Just a Guy's Club Anymore », American Quarterly, vol. 50, no 4, décembre 1998, p. 840-848.
- Boudou, Karima : « Double Vision: Beauford Delaney and Ted Joans in France », Africanah, janvier 2018.